# لوزين
لوزين (بالفرنسية: l'Uzine «المصنع») هي فضاء ثقافي فني في حي عين السبع الصناعي في مدينة الدار البيضاء المغربية، أنشأتها مؤسسة ثورية وعبد العزيز التازي عام 2014.
يقع لوزين في قلب المنطقة الصناعية في عين السبع، وهو واحد من المساحات النادرة للتعبير الموجودة في الدار البيضاء. وبه سبعة استوديوهات تسجيل، وقاعة للحفلات الموسيقية، ومساحات مخصصة لورش العمل وما إلى ذلك.
```
من المناسبات المنعقدة في لوزين هناك الحفلات الموسيقية والمعارض الفنية وتقديم الأفلام والورشات والمحاضرات والمناظرات والرقص والأداء المسرحي.
[
1
]
```

## أنشطة
- شبع فن فرمضان برنامج فني ثقافي يقام خلال شهر رمضان.[6][7][8][9][10]

- سايفر: مسابقة رقص بريكدانس ينظمها يورياس.[11]
- منجم الفن في خريبكة.[12][13]
- دزاير في كازا [14]